# 헤일리 맥팔랜드
헤일리 맥팔랜드(Hayley McFarland, 1991년 3월 29일 ~ )는 미국의 배우이다.

## 출연 작품
- 컨저링 (2013)
- 유나이티드 스테이트 오브 타라 (2009)
- 라이 투 미 1 (2009)
- 윙드 크리처스 (2008)
- 크리미널 마인드 3 (2007)
- 아메리칸 크라임 (2007)